# Paul Vidart
Pour les articles homonymes, voir Vidart.
Paul Vidart, né le 19 mars 1817 à Nancy et mort le 26 décembre 1873 à Genève, est un médecin français, connu pour être le fondateur de la station thermale de Divonne-les-Bains dans les années 1845-1850. Il est également l'auteur de plusieurs publications médicales en particulier au sujet d'hydrothérapie. Il est inhumé au cimetière de Divonne-les-Bains.

## Famille
Il est le père de Charles Vidart, maire de Divonne-les-Bains de 1879 à 1888 et le grand-père de l'aviateur René Vidart.

## Hommages
- Un buste de Paul Vidart réalisé par Aimé Charles Irvoy en 1907 est situé Parc de la Gare à Divonne-les-Bains.

- Des thermes de Divonne-les-Bains se nomment « thermes Paul-Vidart »[4].

- Membre de l'Académie de médecine et de chirurgie de Gênes (I855)

- Membre correspondant de la Société impériale de médecine de Lyon (1863)

- Chevalier de la Légion d’honneur (1863)

- Chevalier de l’Ordre des Saints-Maurice-et-Lazare (1867)

- Membre de l’Académie agricole et manufacturière de France (1869).